# Transistor d'efecte de camp sensible a ions

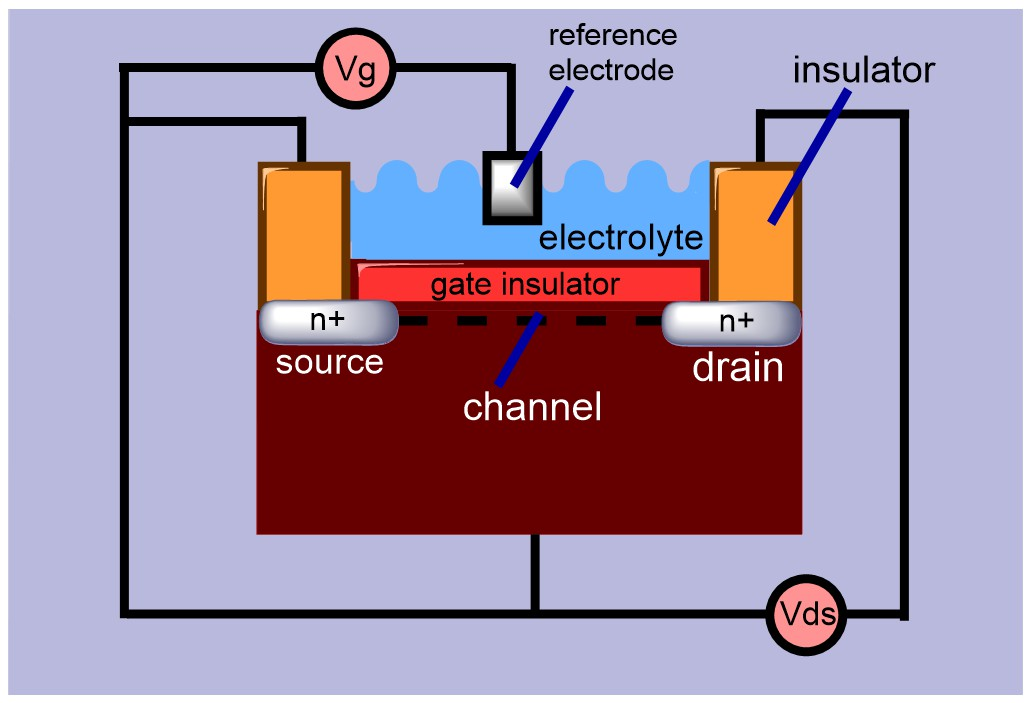
Vista esquemàtica d'un ISFET. La font i el drenatge són els dos elèctrodes utilitzats en un sistema FET. El flux d'electrons té lloc en un canal entre el drenatge i la font. El potencial de la porta controla el flux de corrent entre els dos elèctrodes.

Un transistor d'efecte de camp sensible a ions (ISFET) és un transistor d'efecte de camp utilitzat per mesurar concentracions d'ions en solució; quan la concentració d'ions (com ara H+, vegeu l'escala de pH) canvia, el corrent a través del transistor canviarà en conseqüència. Aquí, la solució s'utilitza com a elèctrode de porta. Una tensió entre el substrat i les superfícies d'òxid sorgeix a causa d'una funda iònica. És un tipus especial de MOSFET (transistor d'efecte de camp d'òxid metàl·lic i semiconductor), i comparteix la mateixa estructura bàsica, però amb la porta metàl·lica substituïda per una membrana sensible als ions, solució d'electròlits i elèctrode de referència. Inventat el 1970, l'ISFET va ser el primer biosensor FET (BioFET).
La hidròlisi superficial dels grups Si-OH dels materials de la porta varia en solucions aquoses a causa del valor del pH. Els materials de la porta típics són SiO₂, Si₃N4, Al₂O₃ i Ta₂O5.
El mecanisme responsable de la càrrega superficial de l'òxid es pot descriure mitjançant el model d'unió del lloc, que descriu l'equilibri entre els llocs de superfície Si-OH i els ions H+ de la solució. Els grups hidroxil que recobreixen una superfície d'òxid com la del SiO₂ poden donar o acceptar un protó i, per tant, comportar-se de manera amfòtera, tal com s'il·lustra amb les següents reaccions àcid-base que es produeixen a la interfície òxid-electròlit:
—Si–OH + H2O ↔ —Si–O− + H₃O+
—Si–OH + H₃O + ↔ —Si–OH₂+ + H₂O
La font i el drenatge d'un ISFET es construeixen com per a un MOSFET. L'elèctrode de la porta està separat del canal per una barrera que és sensible als ions d'hidrogen i un buit per permetre que la substància a prova entri en contacte amb la barrera sensible. La tensió llindar d'un ISFET depèn del pH de la substància en contacte amb la seva barrera sensible als ions.

## Història
La base de l'ISFET és el MOSFET. L'enginyer holandès Piet Bergveld, de la Universitat de Twente, va estudiar el MOSFET i es va adonar que es podia adaptar a un sensor per a aplicacions electroquímiques i biològiques. Això va portar a la invenció de Bergveld de l'ISFET el 1970. Va descriure l'ISFET com "un tipus especial de MOSFET amb una porta a una certa distància". Va ser el primer biosensor FET (BioFET).
Els sensors ISFET es podrien implementar en circuits integrats basats en la tecnologia CMOS (MOS complementari). Els dispositius ISFET s'utilitzen àmpliament en aplicacions biomèdiques, com ara la detecció d'hibridació d'ADN, detecció de biomarcadors de sang, detecció d'anticossos, mesura de glucosa i detecció de pH. L'ISFET també és la base per a posteriors BioFET, com el transistor d'efecte de camp d'ADN (DNAFET), utilitzat en tecnologia genètica.

## Limitacions pràctiques degudes a l'elèctrode de referència
Un elèctrode ISFET sensible a la concentració de H+ es pot utilitzar com a elèctrode de vidre convencional per mesurar el pH d'una solució. Tanmateix, també requereix un elèctrode de referència per funcionar. Si l'elèctrode de referència utilitzat en contacte amb la solució és del tipus clàssic AgCl o Hg₂Cl₂, patirà les mateixes limitacions que els elèctrodes de pH convencionals (potencial d'unió, fuga de KCl i fuita de glicerol en el cas d'elèctrode de gel). Un elèctrode de referència convencional també pot ser voluminós i fràgil. Un volum massa gran restringit per un elèctrode de referència clàssic també impedeix la miniaturització de l'elèctrode ISFET, una característica obligatòria per a algunes anàlisis clíniques biològiques o in vivo (sonda de pH de mini-catèter d'un sol ús). La ruptura d'un elèctrode de referència convencional també podria suposar un problema en les mesures en línia a la indústria farmacèutica o alimentària si els productes de gran valor estan contaminats per restes d'elèctrodes o compostos químics tòxics en una fase de producció tardana i s'han de descartar per motius de seguretat.